# Guerra d'Esmalcalda
La Guerra d'Esmalcalda (en alemany: Schmalkaldischer Krieg) es va desenvolupar al Sacre Imperi Romanogermànic entre 1546 i 1547, i va enfrontar a l'exèrcit de l'emperador Carles V del Sacre Imperi Romanogermànic, comandat per Fernando Álvarez de Toledo, duc d'Alba, contra l'exèrcit de la Lliga d'Esmalcalda, formada per la major part dels estats luterans del Sacre Imperi i dirigida per Joan Frederic de Saxònia i Felip I de Hessen.
La guerra va acabar aparentment amb la victòria del bàndol catòlic en la batalla de Mühlberg, que va permetre a l'emperador imposar una solució al conflicte a l'Ínterim d'Augsburg (1548), però les hostilitats es van reprendre en 1552 (l'anomenada "Guerra dels Prínceps") i el resultat final va ser el reconeixement de la potestat dels prínceps alemanys d'imposar la seva religió als seus súbdits en la Pau d'Augsburg el 1555.
Encara que l'enfrontament va ser una guerra de religió, destacats protestants van participar en el bàndol imperial com Maurici de Saxònia, que va liderar el bàndol protestant en 1552, mentre que el catòlic Regne de França va acabar intervenint decisivament en suport dels prínceps luterans. Els aspectes polítics, econòmics i socials van estar molt presents en l'explicació dels successius alineaments. Pel que fa a l'enfrontament social entre privilegiats i classes baixes, havia tingut la seva expressió més violenta vint anys abans, quan tant els prínceps catòlics com els protestants havien reprimit l'anabaptisme en la guerra dels camperols alemanys entre 1524 i 1525.

## Antecedents

Carles V a Mühlberg, per Ticià

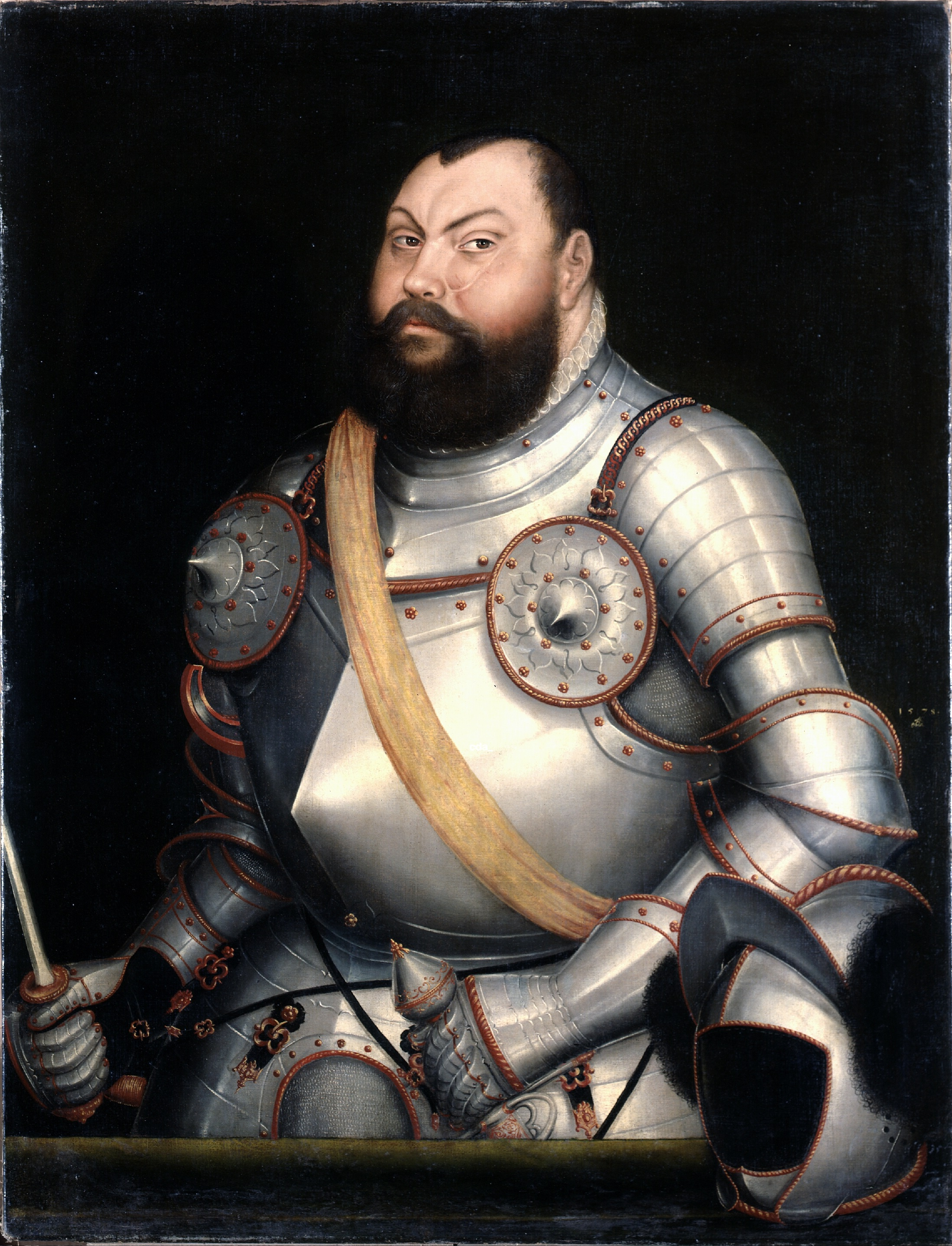
Joan Frederic I de Saxònia, per Lucas Cranach el jove

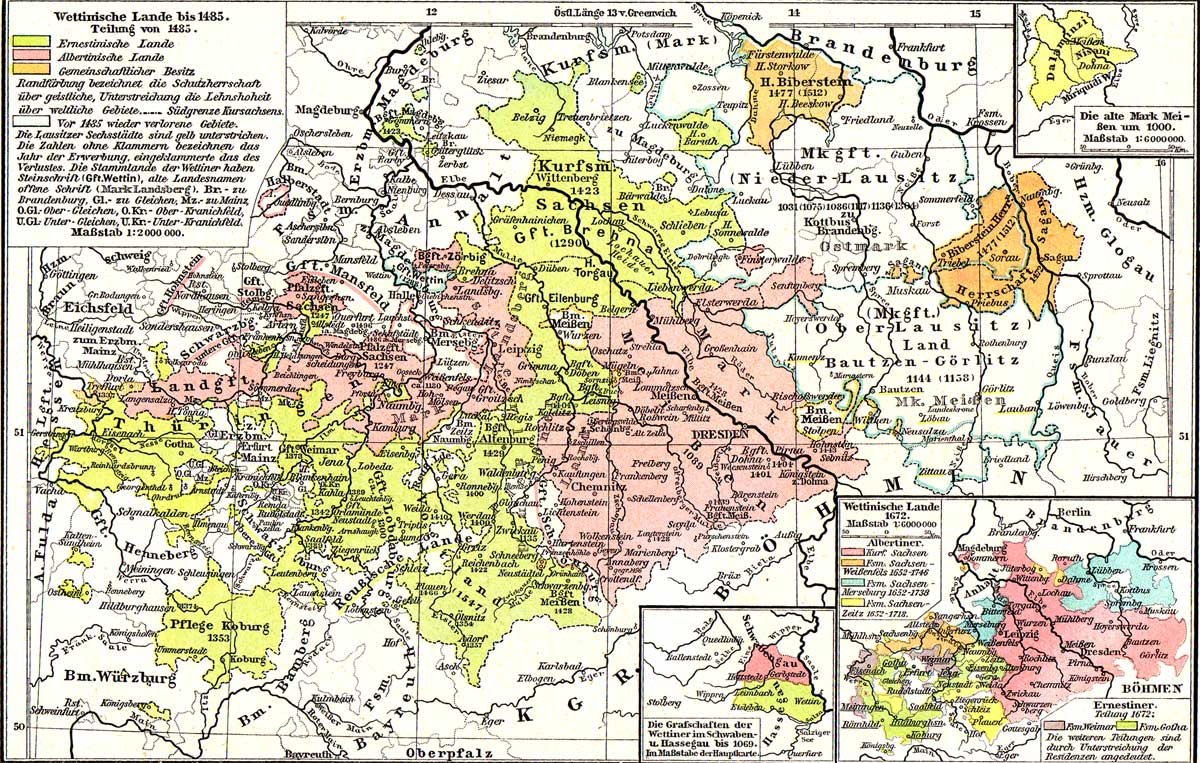
Saxònia Ernestina en groc i Saxònia albertina en rosa, cap a 1485. Al requadre inferior, la situació cap a 1672

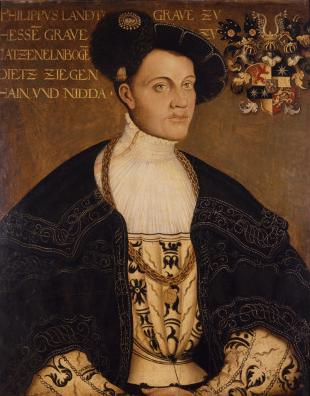
El landgravi Felip I de Hessen

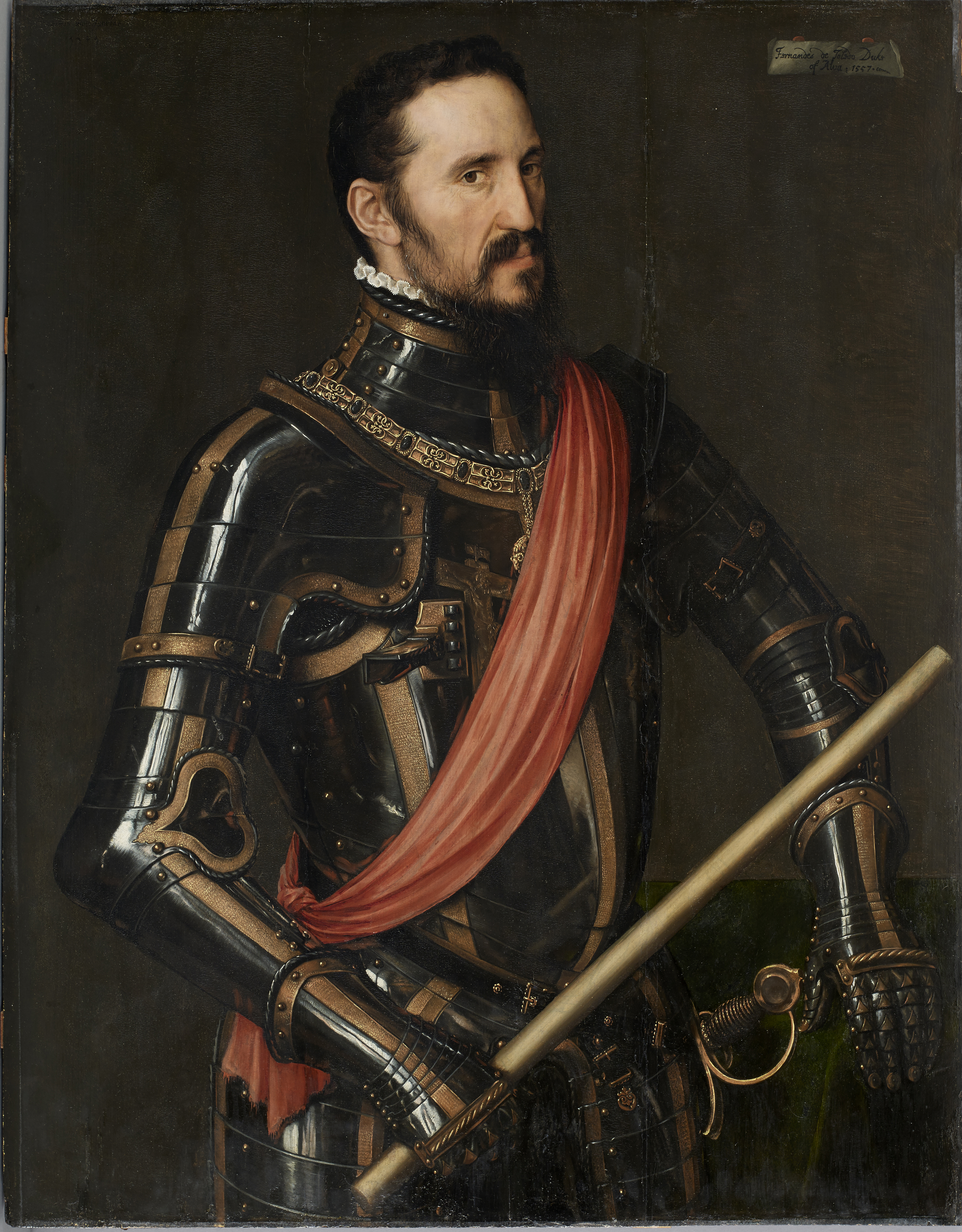
El duc d'Alba, per Anthonis Mor

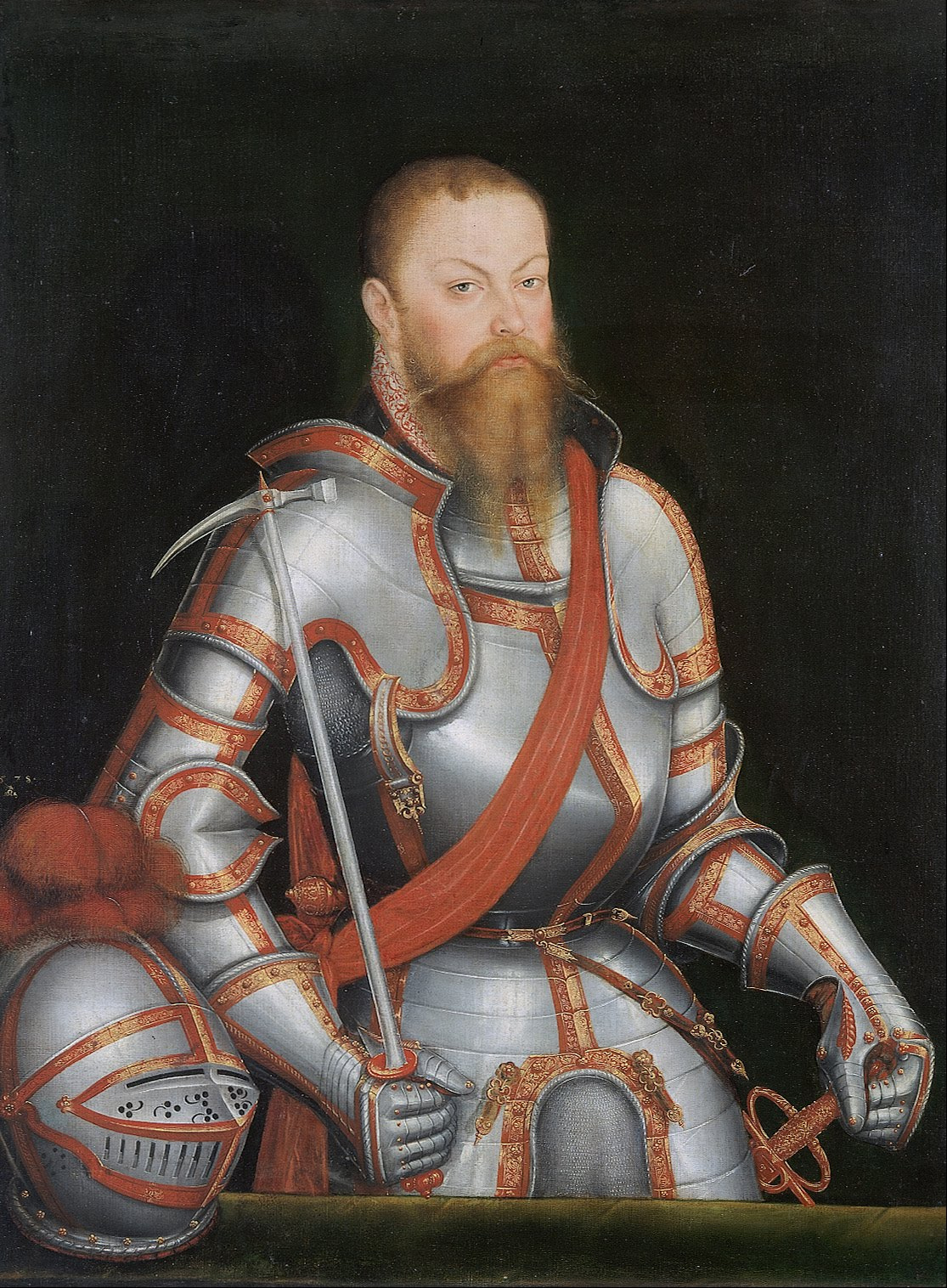
Maurici de Saxònia, per Lucas Cranach el Jove

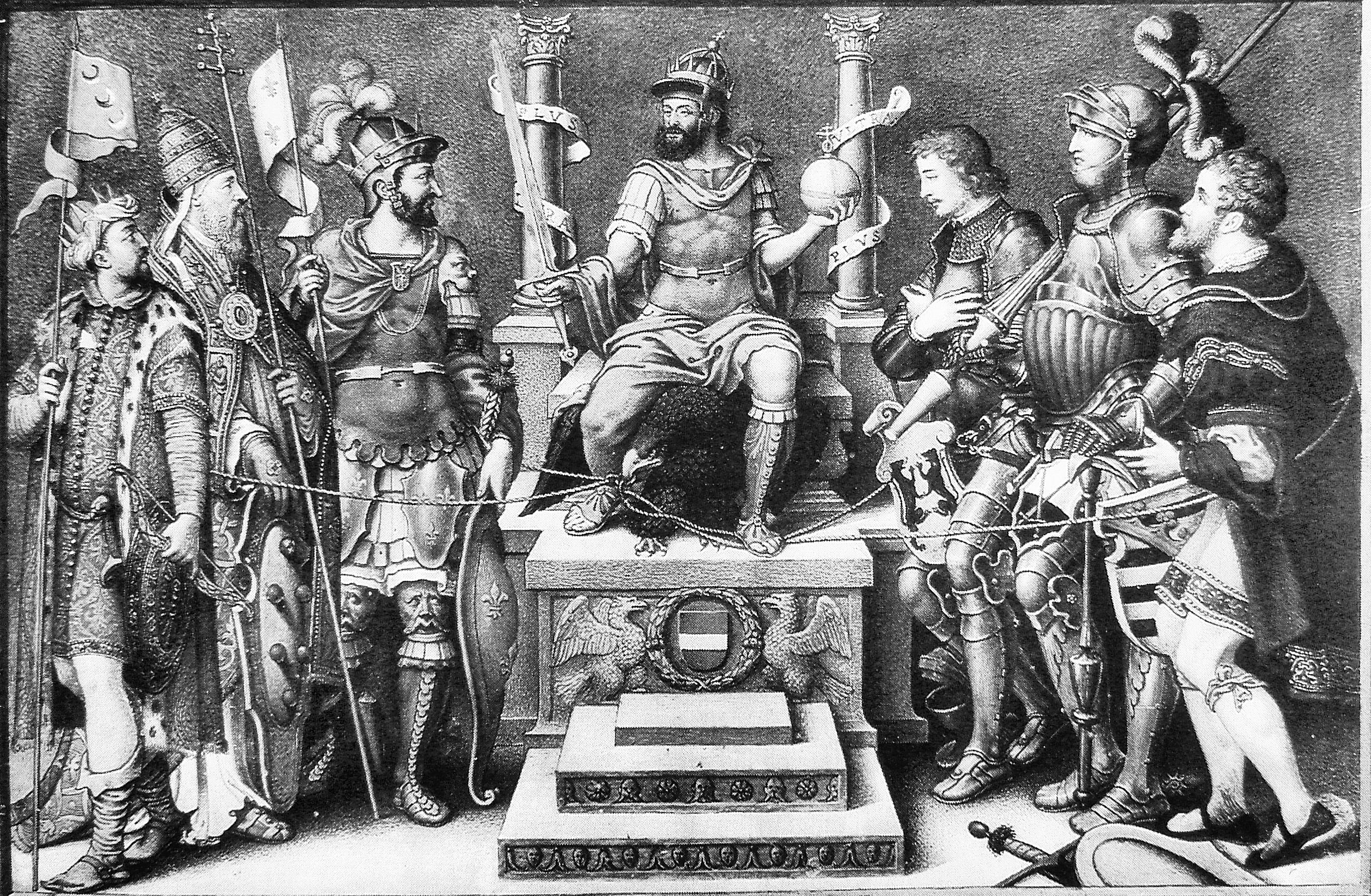
Carles V, en el tron, sobre els seus enemics derrotats, d'esquerra a dreta: Solimà I el Magnífic, el papa Climent VII, Francesc I de França, el duc Guillem V de Cléveris, Joan Frederic I Elector de Saxònia i el landgravi Felip I de Hessen. Giulio Clovio, mitjan segle XVI

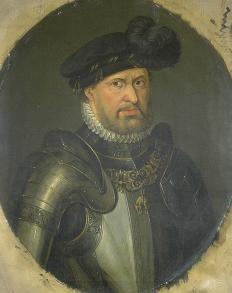
Enric V de Brunswick-Wolfenbüttel o Brunswick-Luneburg

Durant la Reforma protestant, nombrosos estats imperials havien adoptat el luteranisme, el que proporcionava als seus prínceps un decisiu poder contra el predomini, més teòric que real, de l'emperador, que donava suport al catolicisme des de les seves bases en els estats de la dinastia dels Habsburg, dins i fora d'Alemanya (Arxiducat d'Àustria, regnes d'Hongria i de Bohèmia, Flandes, restes de l'Regne de Borgonya, els territoris italians dels Habsburg i els territoris de la Monarquia Hispànica, tant a la península Ibèrica com en el Nou Món).
A la Dieta de Worms el 1521, Carles V del Sacre Imperi Romanogermànic havia proscrit a Luter i prohibit la difusió dels seus escrits, fet que va suscitar la Protesta d'Espira dels prínceps luterans en la Dieta de Speyer el 1529. La tensió va esclatar en conflicte obert amb la Confessió d'Augsburg (1530), sobre la qual Philipp Melanchthon va realitzar la seva Apologia, rebutjada per l'emperador. Diversos prínceps luterans, liderats per l'elector Frederic III de Saxònia i el landgravi Felip I de Hessen es van reunir a la ciutat de Smalkalda, on van establir una aliança militar el 1531.
Els prínceps catòlics, reunits en Nuremberg van fundar al seu torn la Lliga Catòlica o Santa Lliga de Nuremberg el 1538. Tots dos bàndols van intentar evitar l'enfrontament a la Dieta de Frankfurt el 1539. En els anys següents, l'emperador va continuar els seus esforços per aconseguir una solució de compromís en matèria religiosa, però es va absentar d'Alemanya, obstinat a les guerres d'Itàlia contra França i l'Imperi turc. Aprofitant la situació, els protestants van expulsar de Brunswick-Lüneburg al duc catòlic Enric el Jove el 1542.
En 1544 Carles V va tornar a Alemanya després de signar el Tractat de Crépy, el que tancava un dels fronts que fins llavors havia mantingut obert. Simultàniament, a la ciutat alpina de Trento (territori imperial), s'havia iniciat el 13 de novembre de 1545 el Concili de Trento impulsat pel papa i l'emperador, que els protestants no acceptaven. L'emperador havia aconseguit aliar-se no només amb el papa Pau III, sinó també amb alguns prínceps luterans com el duc Maurici de Saxònia. En vista de la força demostrada per Carles, que començava a adoptar fortes mesures contra alguns confederats, els líders de la Lliga Smalkalda es van reunir el 4 de juliol de 1546 a Ichtershausen i van acordar realitzar un atac preventiu com més aviat millor, per evitar que l'emperador concentrés un gran exèrcit.

## Desenvolupament del conflicte

### Campanya del Danubi

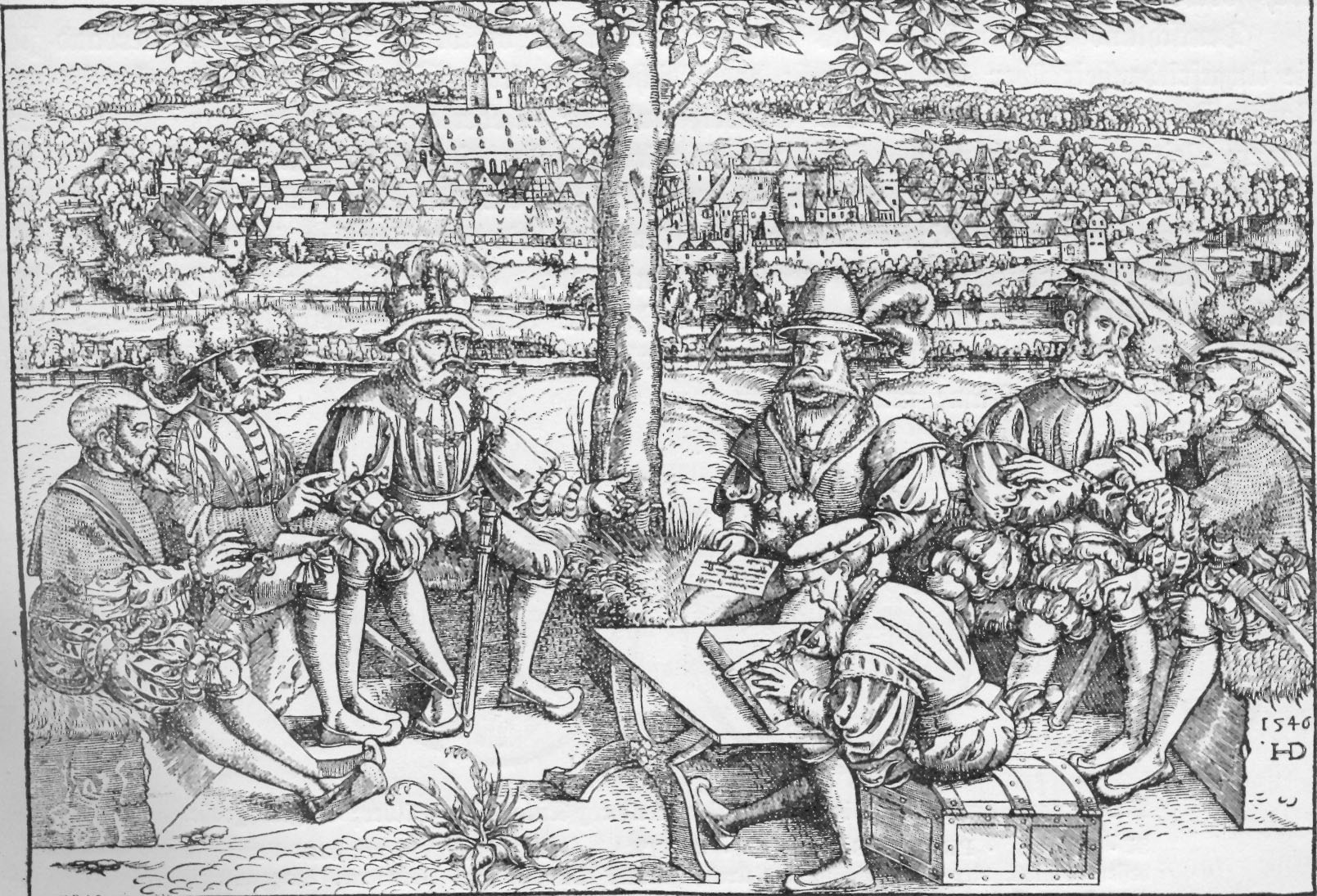
Consell de Guerra durant la campanya del Danubi

Les hostilitats es van iniciar en Suàbia, quan els exèrcits de diverses ciutats imperials lliures luteranes van ocupar la ciutat catòlica de Füssen, possessió dels prínceps-bisbes d'Augsburg, i el pas d'Ehrenberg el 9 de juliol de 1546. Els exèrcits imperials es van veure forçats a retirar-se a la fortalesa d'Ingolstadt, en el ducat de Baviera, on van poder resistir.
Els plans luterans d'envair el comtat de Tirol (possessió dels Habsburg), cosa que hauria impedit l'arribada de reforços catòlics des d'Itàlia, no van rebre l'aprovació de la Lliga. La presència de prínceps catòlics i pro-imperials en els dos grans territoris meridionals (el duc Guillem IV a Baviera i l'arxiduc Ferran I, germà de l'emperador, a Àustria) va permetre a Carles reunir sense obstacles un exèrcit suficient per contrarestar la situació, que incloïa tropes pontifícies al comandament d'Octavi Farnese.
En aquest inici de la guerra, els efectius de la lliga d'Esmacalda s'han estimat en cinquanta mil soldats i cent deu peces d'artilleria; davant d'uns efectius imperials menors en quantitat però de major efectivitat, uns vint mil soldats, la major part (vuit mil mercenaris alemanys), i la resta espanyols, italians i d'altres llocs, a més de trenta-dues peces d'artilleria.

### Campanya de Saxònia
Els líders de la Lliga no es decidien a entaular batalla contra les entrenades tropes imperials. El 20 de juliol de 1546, Joan Frederic I Elector de Saxònia i el landgravi Felip I de Hessen van ser proscrits per un edicte imperial sota l'acusació d'haver deposat al duc catòlic Enric de Brunswick-Luneburg en 1542. El duc Maurici de Saxònia va aprofitar l'oportunitat i, ajudat per Ferran I d'Àustria, va envair l'octubre les terres del seu cosí i rival de la Saxònia Ernestina, forçant a l'elector Joan Frederic I a tornar amb les seves tropes. Ràpidament va arribar des de Suabia i va alliberar la Saxònia Ernestina amb el seu exèrcit, per a, posteriorment, passar a envair al seu torn la Saxònia albertina i les terres bohèmies adjacents. L'arribada de l'hivern va deixar en suspens les operacions militars i el conflicte va quedar en un estadi incert.

### Batalla de Mühlberg i el setge de Bremen
A Bremen, vint-i-nou mil soldats imperials sota el comandament del duc Eric II de Brunswick-Calenberg i de Christopher von Wrisberg van assetjar Bremen al gener.
A Suàbia les tropes de Hessen no van portar a terme més accions, mentre les ciutats imperials i els prínceps protestants, com el duc Ulrich de Wurtemberg i el comte Frederic II del Palatinat van optar per rendir-se a l'emperador, que el 28 març de 1547 va partir cap a Bohèmia, on va ajuntar les seves forces amb les del seu germà Ferran, rei d'aquest regne. Atès que els luterans bohemis no van ajudar militarment a Joan Frederic I Elector de Saxònia, com aquest esperava, l'exèrcit imperial el va obligar a retirar-se. Els desacords en l'estratègia a seguir portar els exèrcits de la Lliga a una decisiva derrota a la batalla de Mühlberg el 24 d'abril de 1547, en la qual Joan Frederic I va ser fet presoner.

### Setge de Bremen i Batalla de Drakenburg
Després de la batalla de Mühlberg, les dues úniques ciutats protestants que continuaven la resistència eren Bremen, que estava assetjada, i Magdeburg, on és. Ambdues van refusar pagar les quantitats que Carles els imposava en concepte de multa, i van evitar ser ocupades per tropes imperials.
La Lliga Smalkalda va aconseguir aixecar el setge i derrotà als imperials en la batalla de Drakenburg el 23 maig 1547. Esgotats els seus homes i recursos, l'exèrcit imperial del duc Eric va ser ràpidament derrotat. Durant la lluita, Eric es va veure obligat a travessar el riu Weser per salvar la vida. Com a conseqüència de la batalla de Drakenburg, tot el nord d'Alemanya va quedar lliure de presència de tropes imperials.

## Conseqüències

### Capitulació de Wittemberg
Joan Frederic I Elector de Saxònia, capturat, va ser inicialment sentenciat a mort, i, per obtenir el perdó, el 19 maig 1547 va signar la capitulació de Wittenberg. Va perdre la dignitat electoral i alguns territoris ernestins van ser cedits al seu cosí Maurici, que va ser elevat a la dignitat electoral el 4 de juny. Maurici, amb ajuda de l'Elector Joaquim II de Brandenburg, va intentar mediar en favor del seu sogre Felip I de Hessen. El landgravi es va lliurar a Halle, confiant a la misericòrdia de l'emperador. Carles V del Sacre Imperi Romanogermànic el va empresonar immediatament, sorprenent desagradablement als electors.
Les condicions de la rendició també preveien la reposició d'Enric de Wolfenbütte en el seu ducat, la de Julius von Pflüger al bisbat de Naumburg-Zeitz, i el compromís dels protestants de reconèixer el Concili de Trento, al qual es comprometien a assistir. La Lliga Smalkalda va quedar dissolta.

### Ínterim d'Augsburg

Els cercles imperials cap a 1548

Encara que les forces imperials van quedar victorioses sobre les protestants, les idees de Martí Luter s'havien estès per tot l'Imperi, i això no podia suprimir amb la força física. La decisió del Papa de traslladar el concili de Trento (territori imperial) a Bolonya (als Estats Pontificis) va disgustar l'emperador, ja que contribuïa a la desconfiança dels partidaris de la Reforma. Decidit a resoldre el conflicte religiós pels seus propis mitjans, i sentint-se al cim del seu poder, Carles V del Sacre Imperi Romanogermànic va reunir la Dieta d'Augsburg i va dictar el 15 maig 1548 el denominat Ínterim d'Augsburg, amb el que confiava obtenir la reintegració dels protestants a l'església catòlica (amb concessions com l'acceptació del calze dels laics —comunió en les dues espècies, pa i vi—, la supressió de l'obligació del celibat sacerdotal i l'acceptació de les apropiacions de béns eclesiàstics que s'havien fet en benefici dels prínceps protestants).

### Tractat de Torgau, Tractat de Chambord i Guerra dels Prínceps
L'aplicació de l'Ínterim va generar un clima de malestar entre els prínceps protestants, que van tornar a estar en condicions de rebel·lar contra el poder imperial en 1552, liderats aquesta vegada per l'ara elector Maurici de Saxònia (l'anomenada «Guerra dels Prínceps») Va ser clau el suport del rei Francesc I de França, que va signar amb ells el Tractat de Chambord (15 de gener de 1552), que li va permetre ocupar Cambrai, Metz, Toul i Verdun.
Maurici, des de 1550, quan havia rebut l'encàrrec de sotmetre la ciutat luterana de Magdeburg, utilitzava els recursos de la Dieta per formar un exèrcit personal que es va aliar amb la Lliga de Königsberg liderada pel landgravi de Hessen i el marcgravi de Brandenburg (Joan Albert de Mecklenburg, el duc Albert de Prússia i Hans de Custria).
La Lliga de Torgau (precedent polític el 1526 de la lliga d'Esmalcalda) es va reactivar amb l'Aliança o Tractat de Torgau de maig de 1551, que explícitament pretenia el restableciement de les llibertats alemanyes.
Carles encara confiava a Maurici, i es va citar amb ell a Innsbruck, però aquest no va acudir. Al maig de 1552 l'exèrcit de Maurici de Saxònia va avançar cap al sud, conquistant el Tirol i amenaçant la mateixa residència de l'emperador. Carles V va haver de fugir de forma humiliant, amb un petit seguici i travessant els Alps enmig d'una tempesta de neu, a punt de ser copat entre forces superiors.

### Pau de Passau i Pau d'Augsburg

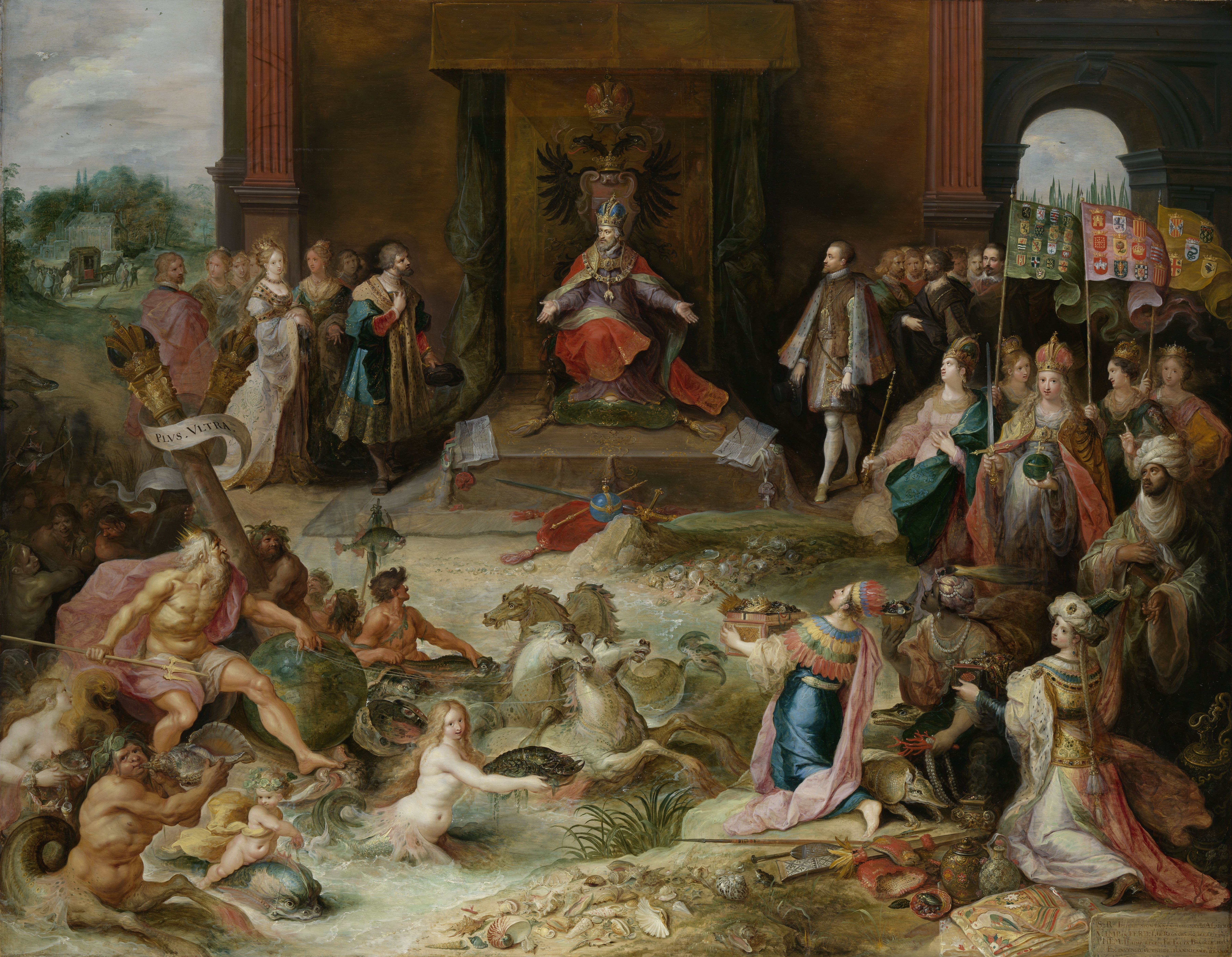
Al·legoria de les abdicacions de Brussel·les, per Frans Francken el Jove, cap a 1660

Davant la nova situació, es va veure obligat a pactar amb Maurici, que a canvi de trencar la seva aliança amb Enric II de França el va fer retirar l'Interim i alliberar a Joan Frederic I de Saxònia i Felip I de Hessen en la Pau de Passau el 31 de juliol de 1552. Els prínceps protestants que van considerar insuficient aquesta transacció instigar l'anomenada Segona Guerra dels Marcgravis (1552-1555), dirigits per Albert II Alcibíades, marcgravi de Brandenburg-Kulmbach. Van ser derrotats en la batalla de Sieverhausen pel mateix Maurici de Saxònia, que, tanmateix, va morir-hi el 9 de juliol de 1553.
Incapaç de reconduir militarment la situació al seu favor amb el fracàs en el setge de Metz de 1552-1553, Carles V no va tenir altre remei que signar la Pau d'Augsburg el 25 de setembre de 1555, que reconeixia el principi de llibertat religiosa per als prínceps protestants o catòlics (cuius regi, eius religio). Sentint-se incapaç de continuar amb la seva tasca política, Carles V va iniciar el cicle d'abdicacions de Brussel·les (1555-1556), incloent la renúncia a la dignitat imperial, que no va ser acceptada pels electors fins al 24 de febrer de 1558. Aquesta retirada, a més d'una sortida personal per a ell, significava un intent de solucionar els conflictes a través de figures de les que s'esperaven noves estratègies: el seu germà l'arxiduc d'Àustria Ferran I que el va succeir com a emperador i el seu fill Felip II de Castella que va concentrar la resta de regnes de la Monarquia Hispànica.